# Dwarkanath Tagore

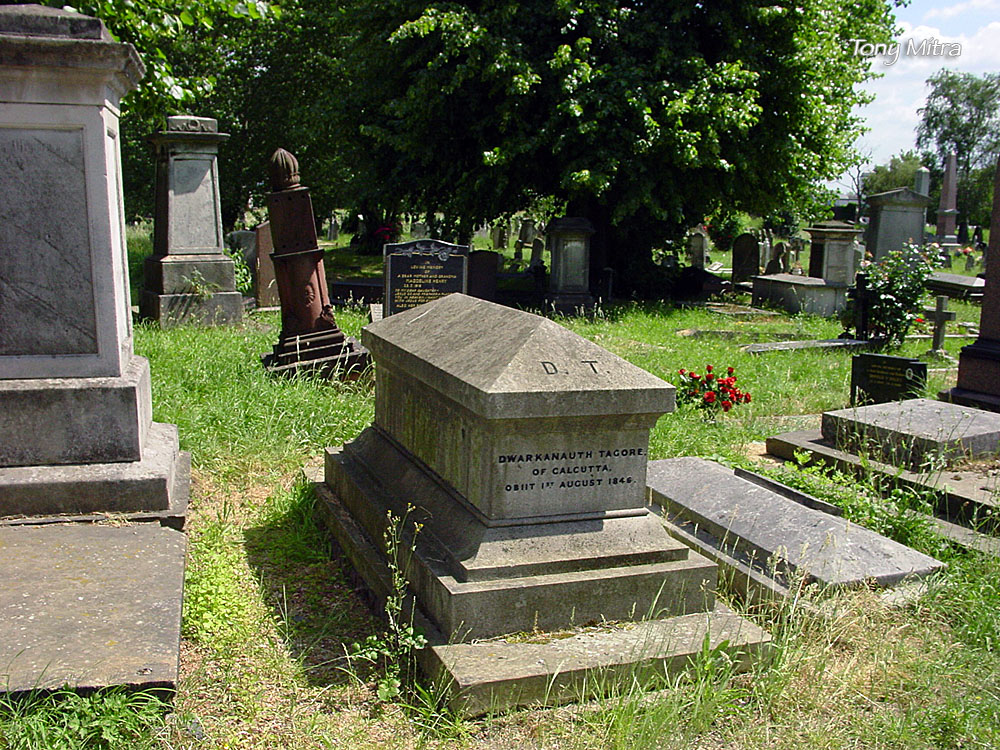
Grób Dwarkanatha Tagore w Londynie

Dwarkanath Tagore (beng. দ্বারকানাথ ঠাকুর, hindi द्वारकानाथ ठाकुर, zwany Księciem, ur. 1794 zm. 1846 w Londynie) – indyjski przemysłowiec, jeden z pionierów rewolucji przemysłowej w Indiach.
Pochodził z warny braminów. 
Był mecenasem kultury. Przyjaźnił się z Ram Mohan Royem. Współpracował z założonym przez niego ruchem Brahmo Samadź, dążącym do odnowy hinduizmu.
Dzięki licznym udanym inwestycjom (m.in. w wydobycie węgla, cukrownie i plantacje herbaty) był poważnym konkurentem przedsiębiorców kolonialnych związanych z Kompanią Wschodnioindyjską.

## Literatura przedmiotu
- Blair B Kling, Partner in Empire: Dwarkanath Tagore and the Age of Enterprise in Eastern India, Calcutta, 1981; NK Sinha, The Economic History of Bengal 1793-1848, III, Calcutta, 1984.